# Wangen im Allgäu
Wangen im Allgäu là một xã ở huyện Ravensburg ở bang Baden-Württemberg thuộc nước Đức. Đô thị này có diện tích 101,28 km², dân số thời điểm 31 tháng 12 năm 2020 là 26.927 người. Đây là một thành phố cổ. Từ năm 1938 đến năm 1972, Wangen đã là thủ phủ của huyện Wangen.
Wangen in Allgäu nằm ở bờ bắc sông Argen. 